# Aeroportul Craig Cove
Aeroportul Craig Cove (IATA: CCV, ICAO: NVSF) este un aeroport din Vanuatu.
Situat la o altitudine de 26 m, aeroportul dispune de o singură pistă.